# Ichthyscopus insperatus
Ichthyscopus insperatus är en fiskart som beskrevs av Mees, 1960. Ichthyscopus insperatus ingår i släktet Ichthyscopus och familjen Uranoscopidae. Inga underarter finns listade i Catalogue of Life.